# 藍眼管竺鯛
藍眼管竺鯛（學名：Siphamia cyanophthalma），又稱藍眼管天竺鯛，為輻鰭魚綱鈎頭魚目天竺鯛科管竺鯛屬下的一個種，分布於印度西太平洋區，包括菲律賓、印尼東部、帛琉和澳洲西北部海域，深度可達31公尺，本魚體延長呈橢圓形，眼大、口大且斜裂，頜齒細小，鋤骨和腭骨通常具齒，舌上無齒，體被弱櫛鱗，瞳孔上方和下方的眼睛上有獨特的窄藍色水平條紋，頭部和身體上有一系列大小不一的橙棕色點，腹部具銀灰色發光器官，並散佈著深棕色斑點，背側有邊緣狹窄的橘色線條，背鰭2個，尾鰭叉形，背鰭硬棘8枚、背鰭軟條9枚、臀鰭硬棘2枚、臀鰭軟條7-8枚，體長可達2.2公分，棲息有遮蔽的珊瑚礁，夜間小群活動，屬肉食性，繁殖期時，雄魚具有口孵習性，卵約7日化成仔魚，由雄魚吐出，具短暫的仔魚飄浮期，生活習性不明。